# Shin Hi-sup
Shin Hi-sup (* 29. Juli 1964 in Seoul, Südkorea) ist ein ehemaliger südkoreanischer Boxer im Fliegengewicht.

## Profikarriere
Im Jahre 1980 begann er erfolgreich seine Profikarriere. Am 2. August 1986 boxte er gegen Chung Bi-won um die IBF-Weltmeisterschaft und gewann durch technischen K. o. in Runde 15. Diesen Gürtel verlor er allerdings bereits in seiner zweiten Titelverteidigung an Dodie Boy Peñalosa im Februar des darauf folgenden Jahres durch Knockout. 
Nach dieser Niederlage beendete er seine Karriere.